# パイザ
パイザ（Paiza、モンゴル語: Пайз 、ペルシア語: پایزه pāiza、 中国語: 牌子 páizi）は、モンゴル人が権威を示すために保持していた平板状の小物。

## 概要
モンゴル帝国の交通網である駅伝制（ジャムチ、站赤）で使用された通行証のこと。現代のパスポートにあたる。モンゴル帝国時代、モンゴル人の官僚や使節など高位の者が、その地位に付随する権威や権限を示すために帯同していた平板状の小物が西洋人にパイザ（Paiza）と呼ばれた。漢語では牌子、牌符とも書き、モンゴル語ではゲレゲ（gerege）と呼んだ。
パイザはモンゴル人が使用していたものの、遼朝の時代に同様の通行証のようなものが発見されている。

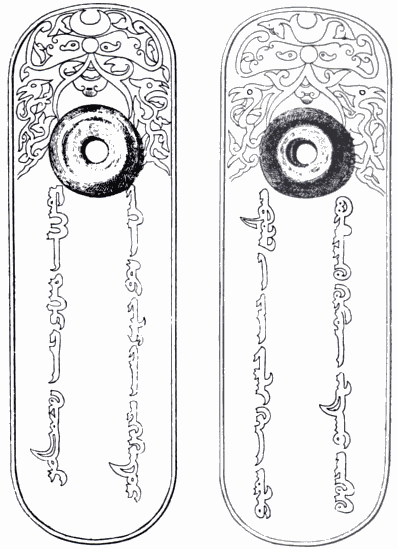
ジョチ・ウルスの地から見つかったPaiza。ウイグル文字の銘をもつ
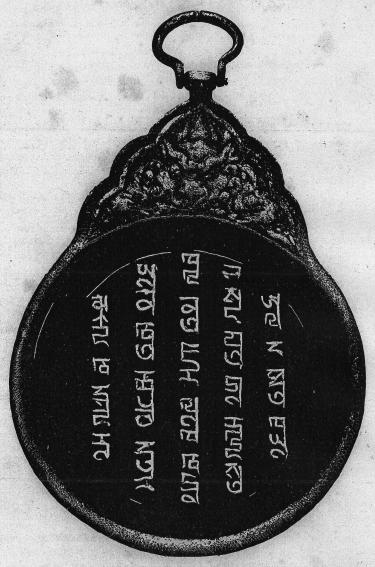
モンゴル人の通行証。パスパ文字が見える
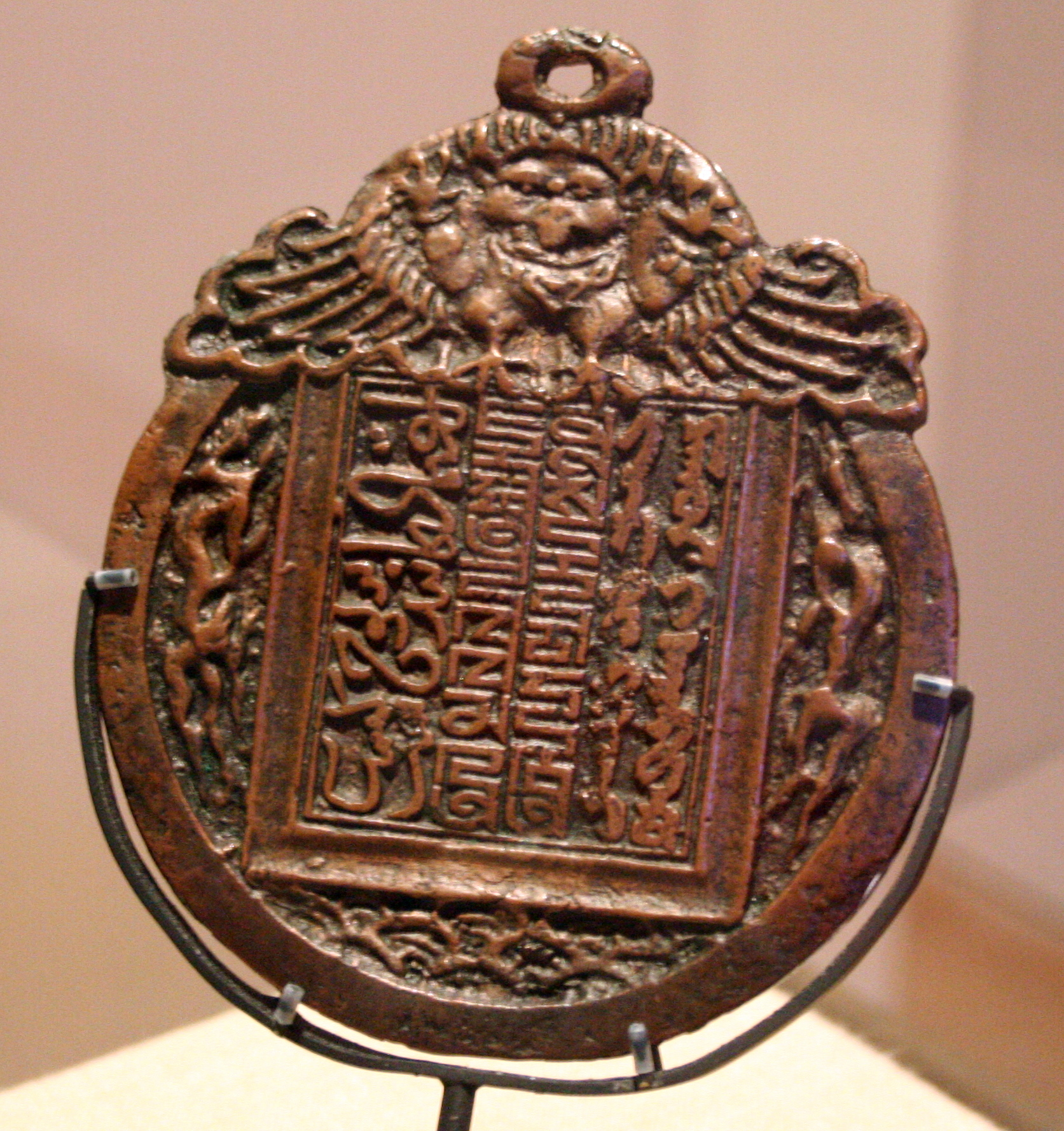
ペルシャ文字（左）、モンゴル文字（中央）、ウイグル文字（右）が彫られている